# Dalgonar Bridge
Die Dalgonar Bridge ist eine Straßenbrücke zwischen den Ortschaften Dunscore und Milton in der schottischen Council Area Dumfries and Galloway. 1986 wurde das Bauwerk in die schottischen Denkmallisten in der höchsten Kategorie A aufgenommen.

## Beschreibung
Der Mauerwerksviadukt liegt rund 700 m westlich von Dunscore und 1,5 km östlich von Milton. Er führt eine nicht näher spezifizierte Nebenstraße über das Cairn Water. Die Brücke wurde 1818 errichtet. Sie überspannt das Cairn Water in einem schlanken, hohen Segmentbogen. Ihr Mauerwerk besteht aus Bruchstein mit ausgemauertem Bogen. Schlichte Bruchsteinbrüstungen mit polierten Kappen begrenzen die Fahrbahn. Zu beiden Seiten fächert die Brüstung auf. Die Fahrbahn ist mit einem leichten Buckel ausgeführt.